# فينتشنزو فيفياني
فينتشنزو فيفياني (بالإنجليزية: Vincenzo Viviani )‏ (و. 1622 – 1703 م) هو رياضياتي، وفيزيائي، وعالم فلك ولد في فلورنسا . وكان عضواً في الجمعية الملكية .
توفي في فلورنسا، عن عمر يناهز 81 عاماً.

## جوائز
حصل على جوائز منها:
- زميل في الجمعية الملكية.

## روابط خارجية
- فينتشنزو فيفياني على موقع الموسوعة البريطانية (الإنجليزية)